# عطاءالله خسروانی
عطاالله خسروانی (١٢٩٨ در محلات – ١٣٨۴ در پاریس) وزیر کار و وزیر کشور در دوره پهلوی بود.

## زندگی حرفه‌ای
عطاالله تحصیلات ابتدایی خود را در مدرسه ادب و تحصیلات متوسطه را در مدرسه ثروت آغاز کرد و سرانجام از دبیرستان البرز دیپلم گرفت. او تحصیلات دانشگاهی خود را در رشته‌های زبان و حقوق در دانشسراى عالی و دانشکده‌ی حقوق ناتمام رها کرد و براى ادامه‌ی تحصیلات به فرانسه رفت و دانشنامه کارشناسی در رشته‌ی علوم اجتماعی دریافت کرد.
خسروانی پس از بازگشت از فرانسه در دفتر وزارتیِ وزارت کار مشغول به کار شد. پس از مدتی، معاون دفتر و سپس به مشاورت منصوب گردید.در پنجم اسفند ١٣٣۶ بنا بر پیشنهاد  جمشید آموزگار، وزیر کار  در دولت  منوچهر اقبال با تایید شاه به سمت وزارت کار منصوب گردید.
خسروانی در هنگام وزارت  ‌احمد علی بهرامی در دولت جعفر شریف امامی به سمت معاونت پارلمانی وزارت کار و مدیر عامل سازمان بیمه‌های اجتماعی کارگران منصوب گردید. 

عطاالله خسروانی پس از تأسیس حزب ایران نوین، با تلاش حسنعلی منصور در ١١ آذر ١٣۴٢ به حزب ایران نوین پیوست.
او که از مدت‌ها پیش، خود را مهیای مقام عالی وزارت کار کرده بود، در ١٩ اردیبهشت ١٣۴٠ در دولت علی امینی به آرزوی خود رسید و در دولت‌های امیر اسدالله علم ، حسنعلی منصور و امیرعباس هویدا نیز تا تاریخ ٣ آذر ١٣۴٧ بر این مسند باقی ماند.
او پس از وزارت کار در تاریخ ٣ آذر ١٣۴٧ به وزارت کشور منصوب گردید. دوران وزارت کشور وی بسیار کوتاه و ناپایدار بود؛ به‌ طوری که به یک سال نرسیده و در تاریخ ٢٣ مرداد ١٣۴٨ به استعفا و برکناری او انجامید.
پس از ترور حسنعلی منصور خسروانی در اسفند ١٣۴٣، دبیر کل حزب ایران نوین شد. او که خود را در یک قدمی پست نخست وزیری می‌دید که با انتخاب هویدا به نخست وزیری ناکام ماند.

## زندگی شخصی
عطاالله خسروانی به سال ١٢٩٨ در محلات بدنیا آمد. پدر او میرزا هاشم محلاتی از ثروتمندان محلات بود. او چهار برادر با نام‌های شهاب‌الدین،خسرو ،مرتضی و پرویز داشت که همه دارای مناصب نظامی و سیاسی بودند.
- شهاب‌الدین خسروانی از چهره‌های سیاسی سال‌های ۱۳۲۰–۱۳۳۲ و نماینده مجلس بود و از همفکران محمد مصدق، و با مصدق روابط حسنه داشت.
- خسرو خسروانی ، سفیر ایران در کشورهای آمریکا، مصر، آلمان و همچنین نماینده دولت سابق ایران در سازمان ملل متحد بود.
- مرتضی خسروانی سپهبد ارتش شاهنشاهی ایران بود.
- پرویز خسروانی سپهبد ارتش شاهنشاهی ایران و به مدت پنج سال به معاونت نخست‌وزیری و سرپرستی سازمان تربیت بدنی در کابینهٔ هویدا رسید.

او پس از انقلاب اسلامی به فرانسه مهاجرت کرد و سرانجام در ٢٩ شهریور ١٣٨۴ در پاریس درگذشت.